# Nội các Hồ Chí Minh lần 1
Nội các Hồ Chí Minh lần 1, hay còn được gọi là Nội các Chính phủ Liên hiệp Kháng chiến là nội các chính phủ thứ 4 của Việt Nam, và được Quốc hội khóa I phê chuẩn thông qua cùng với việc thành lập Chính phủ Liên hiệp Kháng chiến.
Người đứng đầu chính phủ là Chủ tịch Hồ Chí Minh.

## Thành viên nội các
Nội các của Chính phủ Liên hiệp Kháng chiến là sự mở rộng thành phần Nội các của Chính phủ Liên hiệp Lâm thời Việt Nam ngày 1 tháng 1 năm 1946, bao gồm 1 Chủ tịch, 1 Phó Chủ tịch, 1 Cố vấn, 1 Chủ tịch Kháng chiến Ủy viên hội, 1 Phó Chủ tịch Kháng chiến Ủy viên hội và 10 Bộ trưởng. Trên cơ bản, đây là sự rút gọn về số lượng thành viên nhưng là sự mở rộng thành phần Nội các so với Chính phủ Liên hiệp Lâm thời sao cho gọn nhẹ hợp thời chiến nhưng đảm bảo tính đoàn kết, hòa hợp dân tộc giữa các Đảng phái trong nước.
Đảng phái:
     Việt Nam Độc lập Đồng minh Hội (Việt Minh)
     Việt Nam Cách mệnh Đồng minh Hội (Việt Cách)
     Việt Nam Quốc dân Đảng (Việt Quốc)
     Đảng Xã hội Việt Nam (Xã hội)
     Đảng Dân chủ Việt Nam (Dân chủ)
     Không đảng phái (Độc lập)
Ghi chú:
- Cố vấn đoàn do Cố vấn tối cao Vĩnh Thụy (Bảo Đại) đảm nhiệm.
- Kháng chiến Ủy viên hội (sau gọi là Ủy ban Kháng chiến) do Võ Nguyên Giáp (Việt Minh) làm Chủ tịch, Vũ Hồng Khanh (Việt Quốc) làm Phó Chủ tịch. Các thành viên khác: Trần Huy Liệu, Hoàng Đạo Thúy, Nguyễn Mạnh Hà, Hoàng Tích Trí,[2] Nguyễn Phúc An, Đoàn Xuân Tín.

| Chức danh                             | Cá nhân          | Cá nhân | Xuất thân (đảng phái)            | Ghi chú                        |
| ------------------------------------- | ---------------- | ------- | -------------------------------- | ------------------------------ |
| Chủ tịch Chính phủ                    | Hồ Chí Minh      |         | Việt Nam Độc lập Đồng minh Hội   |                                |
| Phó Chủ tịch Chính phủ lâm thời       | Nguyễn Hải Thần  |         | Việt Nam Cách mệnh Đồng minh Hội |                                |
| Bộ trưởng Bộ Ngoại giao               | Nguyễn Tường Tam |         | Việt Nam Quốc dân Đảng           |                                |
| Bộ trưởng Bộ Nội vụ                   | Huỳnh Thúc Kháng |         | Không đảng phái                  |                                |
| Bộ trưởng Bộ Kinh tế                  | Chu Bá Phượng    |         | Việt Nam Quốc dân Đảng           |                                |
| Bộ trưởng Bộ Tài chính                | Lê Văn Hiến      |         | Việt Nam Độc lập Đồng minh Hội   |                                |
| Bộ trưởng Bộ Quốc phòng               | Phan Anh         |         | Đảng Xã hội Việt Nam             |                                |
| Bộ trưởng Bộ Xã hội                   | Trương Đình Tri  |         | Việt Nam Cách mệnh Đồng minh Hội | Kiêm nhiệm hai chức vụ một lúc |
| Bộ trưởng Bộ Y tế, Cứu tế và Lao động | Trương Đình Tri  |         | Việt Nam Cách mệnh Đồng minh Hội | Kiêm nhiệm hai chức vụ một lúc |
| Bộ trưởng Bộ Giáo dục                 | Đặng Thai Mai    |         | Việt Nam Độc lập Đồng minh Hội   |                                |
| Bộ trưởng Bộ Tư pháp                  | Vũ Đình Hòe      |         | Đảng Dân chủ Việt Nam            |                                |
| Bộ trưởng Bộ Giao thông Công chính    | Trần Đăng Khoa   |         | Đảng Dân chủ Việt Nam            |                                |
| Bộ trưởng Bộ Canh nông                | Bồ Xuân Luật     |         | Việt Nam Cách mệnh Đồng minh Hội |                                |

## Danh sách thứ trưởng
Các thứ trưởng không phải thành viên nội các, tuy nhiên họ đóng vai trò lớn trong việc hỗ trợ các Bộ trưởng điều hành công việc của mình.
| Chức danh                           | Cá nhân          | Cá nhân | Xuất thân (đảng phái)            | Ghi chú                                 |
| ----------------------------------- | ---------------- | ------- | -------------------------------- | --------------------------------------- |
| Thứ trưởng Bộ Nội vụ                | Hoàng Minh Giám  |         | Đảng Xã hội Việt Nam             |                                         |
| Thứ trưởng Bộ Quốc phòng            | Tạ Quang Bửu     |         | Không đảng phái                  |                                         |
| Thứ trưởng Bộ Tư pháp               | Nguyễn Văn Hướng |         | Không đảng phái                  |                                         |
| Thứ trưởng Bộ Giao thông Công chính | Đặng Phúc Thông  |         | Việt Nam Độc lập Đồng minh Hội   |                                         |
| Thứ trưởng Bộ Tài chính             | Trịnh Văn Bính   |         | Không đảng phái                  |                                         |
| Thứ trưởng Bộ Giáo dục              | Đỗ Đức Dục       |         | Đảng Dân chủ Việt Nam            |                                         |
| Thứ trưởng Bộ Canh nông             | Bồ Xuân Luật     |         | Việt Nam Cách mệnh Đồng minh Hội | 2 tháng 3 năm 1946 làm Bộ trưởng        |
| Thứ trưởng Bộ Canh nông             | Huỳnh Thiện Lộc  |         | Không đảng phái                  | Tháng 4 năm 1946 làm Bộ trưởng          |
| Thứ trưởng Bộ Canh nông             | Bồ Xuân Luật     |         | Việt Nam Cách mệnh Đồng minh Hội | Tháng 4 năm 1946 trở lại làm Thứ trưởng |
| Thứ trưởng Bộ Xã hội                | Đỗ Tiếp          |         | Việt Nam Cách mệnh Đồng minh Hội |                                         |
| Thứ trưởng Bộ Ngoại giao            | Nghiêm Kế Tổ     |         | Việt Nam Quốc dân Đảng           |                                         |